# Triết học tự nhiên
Triết học tự nhiên là triết học tìm hiểu và giải thích một cách tư biện tự nhiên vũ trụ (coi như một chỉnh thể) dựa trên những khái niệm trừu tượng về tự nhiên. Ranh giới giữa khoa học tự nhiên và triết học tự nhiên, vị trí của nó trong triết học có sự thay đổi theo lịch sử.
Thời cổ đại, triết học tự nhiên đóng vai trò đáng kể nhất. Nó thường mang tên vật lí học hay sinh lí học, tức là học thuyết về tự nhiên. Thực tế, tại phương Tây, triết học tự nhiên là hình thức lịch sử đầu tiên của triết học. Nó là hình thức triết học duy vật xưa nhất ở Hy Lạp cổ đại (trường phái Iônia cho khí, nước hay lửa… là nguyên tố tạo nên vũ trụ). Thời cổ đại phương Đông cũng có những quan điểm tương tự như vậy. Triết học tự nhiên thịnh hành ở phương Tây vào lúc khoa học thực nghiệm chưa phát triển cao không đủ để tìm ra quy luật của các hiện tượng (đặc biệt là thế kỉ 17 – 18). Dựa vào tưởng tượng, triết học tự nhiên đã đưa ra được những dự đoán và những phát hiện thiên tài, đồng thời cũng sinh ra nhiều nhận định vô lí. Triết học tự nhiên được nhiều nhà triết học duy vật (G. Bruno, F. Becon, B. Spinoza) và duy tâm (F. W. J. Schelling) phát triển. Theo Schelling, “linh hồn thế giới” là lực lượng kết hợp và tổ chức các hiện tượng. Chủ nghĩa Marx đánh giá cao ý nghĩa lịch sử của “triết học tự nhiên cũ”, đồng thời cũng chỉ ra hạn chế lịch sử của nó.